# Mallodeta cubana
Mallodeta cubana là một loài bướm đêm thuộc phân họ Arctiinae, họ Erebidae.